# T. Mayer (cràter)
T. Mayer, o Tobias Mayer, és un cràter d'impacte lunar que es troba en l'extrem occidental de la serralada dels Montes Carpatus, en el bord sud del Mare Imbrium. A l'oest es troba el Oceanus Procellarum, i al sud apareix Mare Insularum. El cràter es troba a un parell de centenars de quilòmetres al nord-oest del prominent cràter Copernicus.
.

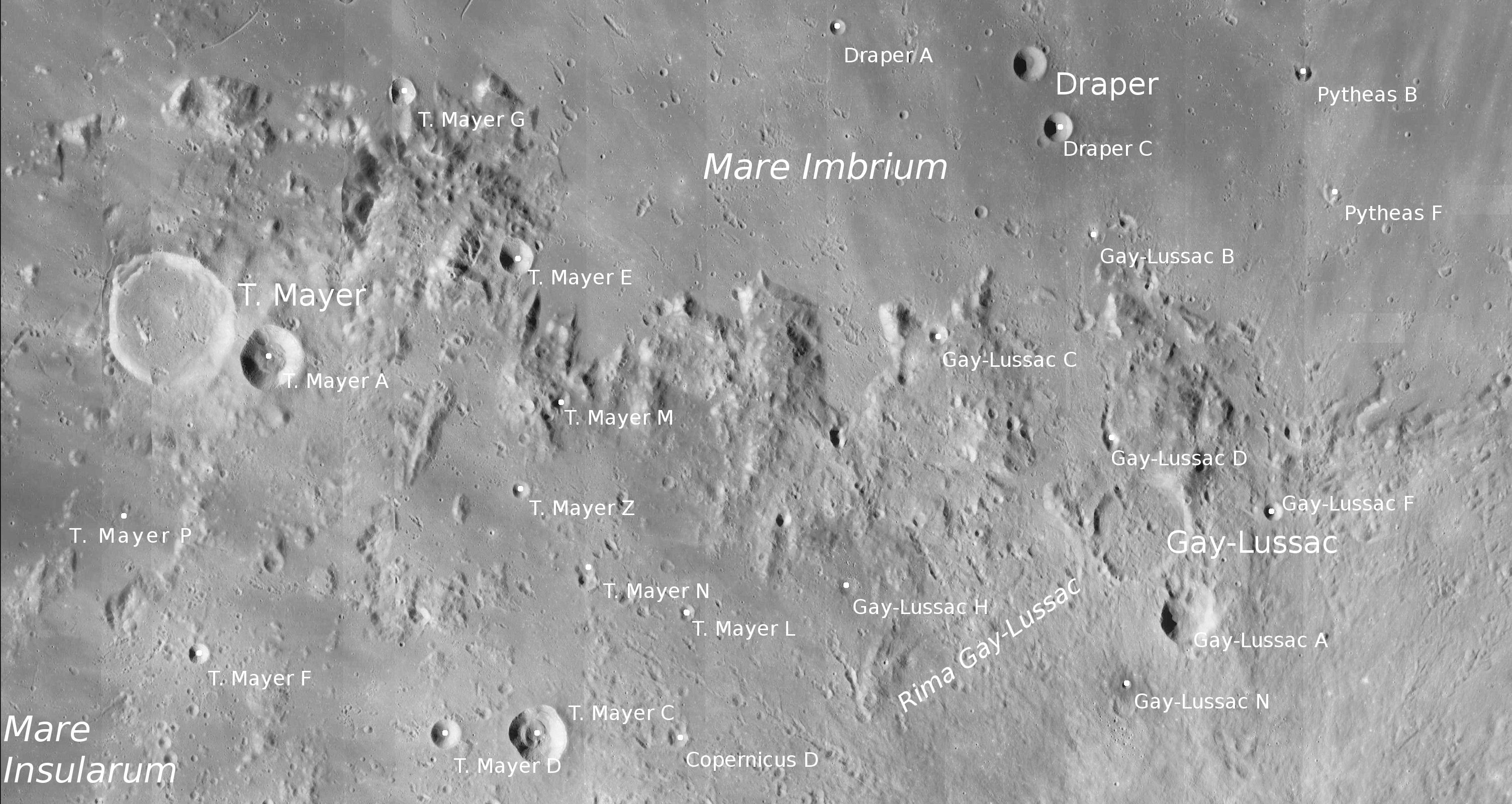
Localització de T. Mayer (al centre esquerra de la imatge

Aquest cràter està incrustat dins d'una regió de crestes rugoses que s'uneixen a l'exterior de la seva vora, sobretot en l'est i el nord-est. El brocal és generalment circular, amb T. Mayer A unit a l'exterior en l'est-sud-est. Dins de l'interior posseeix un sòl anivellat, marcat tan sols per uns petits cràters.
Al sud de T. Mayer es localitza un grup de doms lunars. Alguns d'ells tenen diminuts cràters en els cims. Aquestes cúpules són el resultat de l'activitat volcànica.
La denominació en honor de T. Mayer va ser adjudicada al cràter per Johann Hieronymus Schröter en 1802.

## Cràters satèl·lit

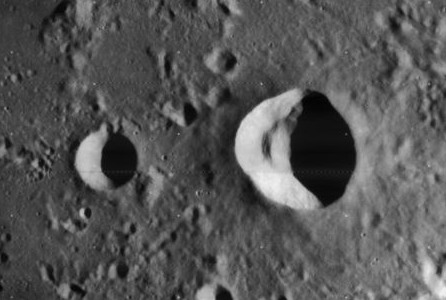
T. Mayer C (dreta) i D

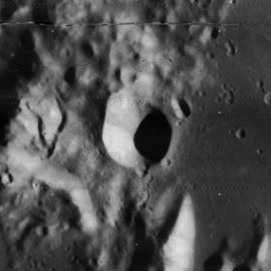
T. Mayer

Per convenció aquests elements són identificats en els mapes lunars posant la lletra en el costat del punt mitjà del cràter que està més proper a T. Mayer.
|          | \| T. Mayer \| Coordenades \| Diàmetre \| \| -------- \| ------------------------------------ \| -------- \| \| A \| 15° 18′ N, 28° 18′ O / 15.3°N,28.3°O \| 16 km \| \| B \| 15° 24′ N, 30° 54′ O / 15.4°N,30.9°O \| 13 km \| \| C \| 12° 12′ N, 26° 00′ O / 12.2°N,26.0°O \| 15 km \| \| D \| 12° 12′ N, 26° 48′ O / 12.2°N,26.8°O \| 8 km \| \| E \| 16° 06′ N, 26° 12′ O / 16.1°N,26.2°O \| 9 km \| \| F \| 12° 54′ N, 28° 54′ O / 12.9°N,28.9°O \| 6 km \| \| G \| 17° 18′ N, 27° 06′ O / 17.3°N,27.1°O \| 7 km \| \| H \| 11° 42′ N, 25° 30′ O / 11.7°N,25.5°O \| 3 km \| \| K \| 18° 06′ N, 27° 36′ O / 18.1°N,27.6°O \| 5 km \| \| L \| 13° 12′ N, 24° 42′ O / 13.2°N,24.7°O \| 4 km \| \| M \| 14° 54′ N, 25° 36′ O / 14.9°N,25.6°O \| 5 km \| \| N \| 13° 30′ N, 25° 36′ O / 13.5°N,25.6°O \| 5 km \| \| P \| 14° 00′ N, 29° 30′ O / 14.0°N,29.5°O \| 35 km \| \| R \| 11° 36′ N, 26° 24′ O / 11.6°N,26.4°O \| 5 km \| \| S \| 11° 42′ N, 28° 18′ O / 11.7°N,28.3°O \| 3 km \| \| W \| 17° 30′ N, 34° 54′ O / 17.5°N,34.9°O \| 34 km \| \| Z \| 14° 12′ N, 26° 06′ O / 14.2°N,26.1°O \| 4 km \| |          |
| T. Mayer | Coordenades | Diàmetre |
| A        | 15° 18′ N, 28° 18′ O / 15.3°N,28.3°O | 16 km    |
| B        | 15° 24′ N, 30° 54′ O / 15.4°N,30.9°O | 13 km    |
| C        | 12° 12′ N, 26° 00′ O / 12.2°N,26.0°O | 15 km    |
| D        | 12° 12′ N, 26° 48′ O / 12.2°N,26.8°O | 8 km     |
| E        | 16° 06′ N, 26° 12′ O / 16.1°N,26.2°O | 9 km     |
| F        | 12° 54′ N, 28° 54′ O / 12.9°N,28.9°O | 6 km     |
| G        | 17° 18′ N, 27° 06′ O / 17.3°N,27.1°O | 7 km     |
| H        | 11° 42′ N, 25° 30′ O / 11.7°N,25.5°O | 3 km     |
| K        | 18° 06′ N, 27° 36′ O / 18.1°N,27.6°O | 5 km     |
| L        | 13° 12′ N, 24° 42′ O / 13.2°N,24.7°O | 4 km     |
| M        | 14° 54′ N, 25° 36′ O / 14.9°N,25.6°O | 5 km     |
| N        | 13° 30′ N, 25° 36′ O / 13.5°N,25.6°O | 5 km     |
| P        | 14° 00′ N, 29° 30′ O / 14.0°N,29.5°O | 35 km    |
| R        | 11° 36′ N, 26° 24′ O / 11.6°N,26.4°O | 5 km     |
| S        | 11° 42′ N, 28° 18′ O / 11.7°N,28.3°O | 3 km     |
| W        | 17° 30′ N, 34° 54′ O / 17.5°N,34.9°O | 34 km    |
| Z        | 14° 12′ N, 26° 06′ O / 14.2°N,26.1°O | 4 km     |